# Agostina Pietrantoni
Agostina Pietrantoni, al secolo Livia Pietrantoni (Pozzaglia Sabina, 27 marzo 1864 – Roma, 13 novembre 1894), è stata una religiosa italiana, canonizzata da papa Giovanni Paolo II nel 1999.

## Biografia

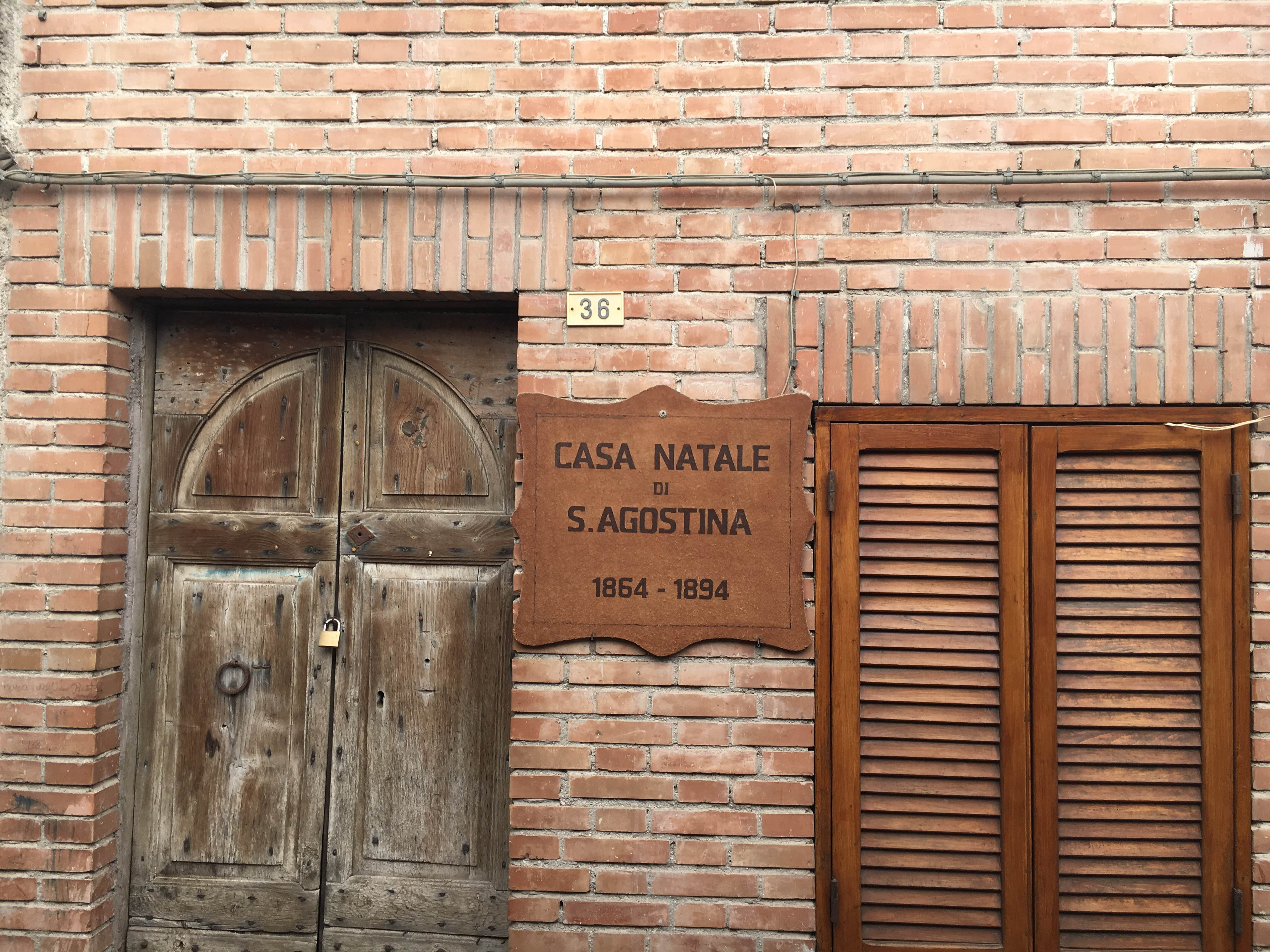
Casa natale di Sant'Agostina a Pozzaglia Sabina

Nacque il 27 marzo 1864 a Pozzaglia Sabina, presso Rieti, secondogenita di undici figli, e venne battezzata con il nome di Livia.
La sua era una famiglia semplice di agricoltori, dove il lavoro e la preghiera erano i punti di riferimento, sotto la guida del padre Francesco e della madre Caterina Costantini, e con la patriarcale presenza del nonno Domenico.
La piccola Livia mostrò una precoce inclinazione religiosa, e a volte cercava la solitudine per raccogliersi in preghiera.
Dimostrò il suo temperamento generoso salvando un fratellino che stava per annegare nel torrente Lasso.
Il lavoro prese il posto dei giochi per la bambina, che non poté frequentare con regolarità la scuola: nonostante questo, ottenne un buon profitto, tanto che le compagne la soprannominarono "professora".
A ventidue anni coronò il suo sogno segreto, entrando come postulante nella Casa Generalizia delle Suore della Carità di Santa Giovanna Antida Thouret: era il 23 marzo 1886.
L'anno successivo divenne Suor Agostina: era il 13 agosto; il giorno dopo iniziò la sua opera presso l'Ospedale Santo Spirito di Roma, dove prima di lei avevano prestato la loro opera San Carlo Borromeo, San Giovanni Bosco e San Camillo de Lellis.
La Questione romana rendeva difficile la vita in ospedale ai religiosi: i Padri Cappuccini erano stati allontanati, i Crocifissi banditi, restavano solo le suore, senza poter parlare di religione.
Suor Agostina assistette inizialmente i bambini, ma contrasse la tubercolosi: guarita inaspettatamente, decise di assistere gli adulti nel reparto tubercolotici.
Qui non mancavano soggetti violenti e blasfemi, il peggiore dei quali si chiamava Giuseppe Romanelli: venne cacciato addirittura dall'ospedale, ma volle vendicarsi e scelse la sua vittima, Suor Agostina, che non rinunciò alla sua missione nonostante le minacce.

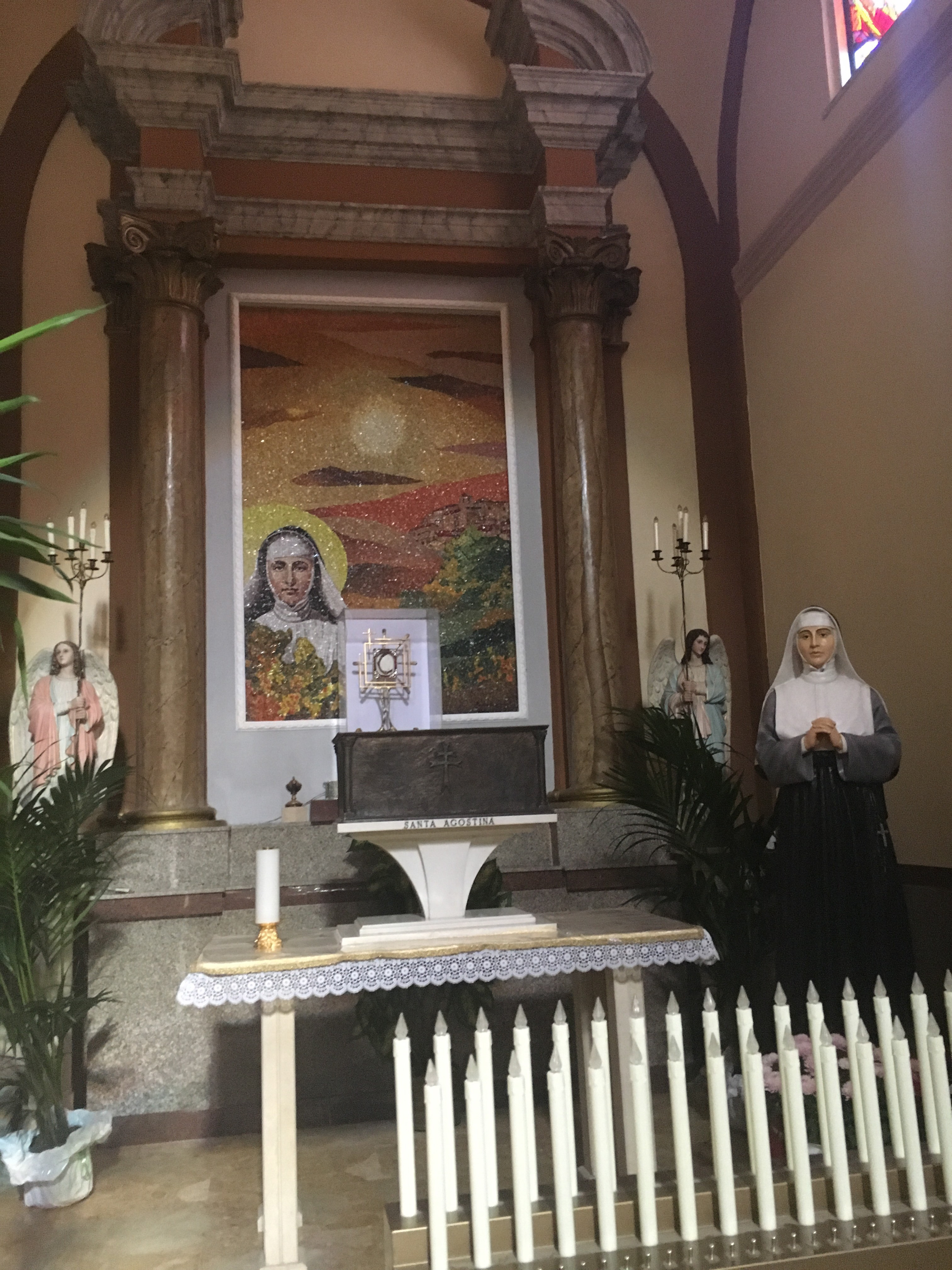
Tomba di Sant'Agostina nella chiesa parrocchiale di San Nicola di Bari a Pozzaglia Sabina

Il 13 novembre 1894 il Romanelli la sorprese e la uccise a pugnalate, le ultime parole della vittima furono di perdono per l'assassino.
Il 12 novembre 1972 venne beatificata da Paolo VI, che usò parole toccanti per lei, definendola «...semplice, limpida, pura, amorosa…e alla fine…dolorosa e tragica…anzi… simbolica».
Giovanni Paolo II la proclamò santa il 18 aprile 1999; è ricordata dalla Chiesa cattolica il 13 novembre.